# Chazemais
Chazemais é uma comuna francesa na região administrativa de Auvérnia-Ródano-Alpes, no departamento Allier. Estende-se por uma área de 28,64 km². Em 2010 a comuna tinha 505 habitantes (densidade: 17,6 hab./km²).